# Записки за Гражданската война
De Bello Civili или  Записки за Гражданската война (на латински: De Bello Civili – „За гражданската война“); или пълно: Commentariorum libri tres de bello civili („Три книги (коментари) за гражданската война“) е произведение на римския военачалник и политик Гай Юлий Цезар.
Исторически мемоари в 3 тома, описващи събитията от гражданската война от 49 – 48 г. пр.н.е.: противопоставянето му на Сената и бившия му съюзник Гней Помпей Магнус и кампаниите в Италия, Испания, Северна Африка и Македония до непосредствено след смъртта на Помпей в Египет.
За времето на създаването има различни мнения: от 48/47 пр.н.е. (много често) до мнението, че Цезар е започнал да го пише едва в последните месеци на своя живот.
Произведението започва с едно сенатско заседание в Рим и свършва с решителната битка при Фарсал. Липсва началото и края (последното запазено изречение е незавършено). Продълженията, които описват по-късни моменти от войната до крайната победа на Цезар (Bellum Alexandrinum, Bellum Africum, Bellum Hispaniense) са от други автори.

## Преводи
- Otto Schönberger, Bürgerkrieg. Bellum Civile. 4. Auflage, Artemis & Winkler, München 2005, ISBN 3-7608-1512-X.
- Wolfgang Stammler, Der Bürgerkrieg. In: Caesar. Sämtliche Werke. Magnus Verlag, Essen 2004.